# Левашинський район
Левашинський район (дарг. і ав. Лаваша район) — муніципальний район Республіки Дагестан Російської Федерації.
Адміністративний центр — село Леваши.

## Географія
Площа території району — 830 км².

## Історія
Постановою 4-ї сесії ДагЦІК від 22.11.1928 на частині території колишнього Даргинського округу був утворений Левашинський кантон. Постановою ВЦВК від 3.06.1929 Левашинський кантон був перетворений в Левашинський район.

## Населення
Населення — 73 239 чоловік (2014).
Національний склад
У районі проживають переважно даргинці і аварці .
За даними Всеросійського перепису населення
 2010 :
| Народ    | Чисельність, чол. | Частка від усього населення,% |
| -------- | ----------------- | ----------------------------- |
| Даргинці | 54070             | 76,5%                         |
| Аварці   | 15845             | 22,4%                         |
| Інші     | 789               | 1,1%                          |
| Усього   | 70704             | 100%                          |

## Археологія
На території району були виявлені найдавніші в РФ сліди перебування первісної людини віком не менше 1,4-2 млн років (Айнікаб-1 і 2, Мухкай-1 і 2, Гегалашур-1, 2, 3) .